# Šalara
Šalara (italijansko Salara) je naselje s skoraj 600 prebivalci v Slovenski Istri, ki upravno spada pod Mestno občino Koper. 
Naselje se nahaja južno od Kopra oz. istoimenske koprske soseske-četrti. Naselje se nahaja na območju, kjer avtohtono živijo pripadniki italijanske narodne skupnosti in kjer je poleg slovenščine uradni jezik tudi italijanščina.